# RAF Ferry Command

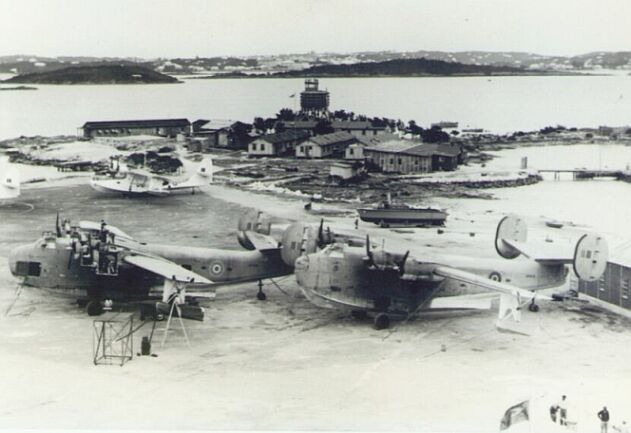
Base de de la RAF durant la Seconde Guerre mondiale. Elle fut utilisée durant toute la guerre pour le transfert des avions comme le PBY Catalina vu sur cette photo vers l'Angleterre. Après le prêt-bail avec Roosevelt, les Américains construisirent une section à leur propre fin, la base Fort Bell Army Airfield

Le RAF Ferry Command est le commandement de la Royal Air Force (RAF) qui fut chargé de transporter les avions militaires produits en Amérique du Nord vers la Grande-Bretagne du 20 juillet 1941 au 25 mars 1943. Bien que sa durée de vie fut brève, le Ferry Command a marqué un tournant de la Seconde Guerre mondiale.

## Historique
Après l'entrée en guerre de la Grande-Bretagne, le Canada entra rapidement en guerre à ses côtés et commença à fournir un ravitaillement par voie maritime. La production d'avions devint une priorité, et des usines furent transformées ou construites à cet effet à travers le pays. Les constructeurs aéronautiques américains répondirent aussi aux besoins de la Grande-Bretagne dès 1938 malgré la neutralité de leur pays. Le nombre de chasseurs, de bombardiers, d’appareils de reconnaissance et d’autres types d’avions requis avait atteint à l’été 1940 près de 26 000 appareils. Ils devaient être livrés outre-mer au rythme de mille par mois en pièces détachées par navires, méthode de moins en moins sûre à cause des attaques des U-boote. De plus, chaque appareil transporté par mer prenait la place d’autre matériel de guerre tout aussi indispensable.
En Angleterre en 1940, le magnat de la presse et ministre de la Production aéronautique, Lord Beaverbrook, un Canadien d’origine, voulut démontrer la faisabilité du transport aérien malgré les risques encourus du fait des tempêtes de l'Atlantique, des grandes distances et de l'instrumentation rudimentaire des avions. Il demanda son ami Sir Edward Beatty, président des Chemins de fer du Canadien-Pacifique (CPR), de fournir le personnel au sol, les fournitures et l’administration. De son côté, le Ministère des approvisionnements donnera le personnel cadre, les équipages et remboursera les dépenses du CPR autres que les salaires.
Une première route fut établie à partir de l’aéroport de Saint-Hubert, près de Montréal, jusqu’à Gander. Après un arrêt de ravitaillement, les avions entreprirent le vol transatlantique vers Prestwick en Grande-Bretagne. Le gouvernement canadien contribua au projet par la construction d’un nouvel aéroport et d’un quartier général à Dorval (Québec), à l’ouest de Montréal. Le vol de démonstration du concept eut lieu le 10 novembre 1940 sous le commandement de D.C.T. Bennett. Sept avions partirent en formation mais le mauvais temps les a dispersés en deux groupes. Ils sont cependant tous arrivés sains et saufs de l'autre côté de l’Atlantique.
Le concept démontré, les vols réguliers prirent leur envol. Malgré certains incidents, dont l'écrasement près de Gander de l'avion transportant Frederick Banting, codécouvreur de l'insuline, le service devient essentiel. Devant l'augmentation nécessaire du rythme des livraisons, le CPR mit sur pied en mai 1941 l’Atlantic Ferry Service pour une meilleure coordination mais la compagnie éprouvait des problèmes de recrutement d'équipages civils. Le 21 juillet 1941, la RAF prend le contrôle et crée le Ferry Command. Le personnel reste cependant en grande partie civil mais des pilotes militaires entrainés au Canada pour les besoins de la guerre y font également leurs premières armes. 
Avec le succès du programme, une seconde route est créée pour les appareils à courte portée, comme les Douglas DB-7 Boston et les Martin B-26 Marauder. Cette nouvelle route exigeant plus d'arrêts, la construction d’aéroports de ravitaillement à Goose Bay (Labrador) et au Groenland est entreprise, en plus de l’utilisation de la base aérienne de Reykjavik (Islande). Une troisième route au sud reliera les États-Unis à l’Égypte via les Antilles, l’Amérique du Sud, l'île de l'Ascension et l’Afrique après l'entrée en guerre des États-Unis.
Le commandant du Ferry Command, le maréchal de l'air Sir Frederick Bowhill, et son personnel firent un travail de pionnier en réussissant à faire traverser plus de 9 000 appareils par n'importe quel temps alors que jusqu'alors à peine une centaine avaient tenté l'exploit par beau temps et que seulement la moitié étaient arrivés à bon port.
En mars 1943, le Ferry Command fut intégré au RAF Transport Command, devenant le Group Command 45. Le Transport Command intégrait tous les opérations de transports à travers le monde pour la RAF et son premier commandant fut Sir Frederick Bowhill. Même si le Ferry Command était sous la tutelle de la RAF britannique, en juin 1944, 634 parmi les 1 330 membres militaires du 45e Groupe provenaient de l’Aviation royale canadienne  et environ 200 civils, des pilotes et des opérateurs radio du Ministère canadien des transports, s'y ajoutaient. À la fin de la guerre, la traversée était devenue une routine.

## Retombées
La mise en place de ce système de transport aérien a contribué à la création du futur réseau aérien transatlantique canadien. En effet, la Trans-Canada Airlines (TCA), le prédécesseur d’Air Canada, acheta en 1943 et en 1944 quelques Lancaster modifiés pour le retour des pilotes et du fret dans l'autre direction. Ce fut sa première route transatlantique.
Les pilotes et le personnel de soutien, donc les météorologues, formés au Canada pour les besoins de la guerre ont également pris une expérience inestimable dans ce service et sont devenus un atout pour le pays après la fin du conflit.